# Pararhaphe sphaeroides
Pararhaphe sphaeroides är en insektsart som först beskrevs av William Lucas Distant 1883.  Pararhaphe sphaeroides ingår i släktet Pararhaphe och familjen Largidae. Inga underarter finns listade i Catalogue of Life.